# Центральна група військ
Центра́льна гру́па військ — військово-територіальне формування Радянської Армії, одне з 4-х подібних, що перебували за межами СРСР і його військових округів і флотів, на території східно-європейських країн — союзників по Організації Варшавського договору, що дислокувалося на території Чехословаччини.
У 1945—1955 роках також існувала Центральна група військ, що перебувала на території Австрії і Угорщини.
Радянські війська були введені в ЧССР в ніч з 20 на 21 серпня 1968 у ході операції «Дунай», а 16 жовтня того ж року був підписаний договір між урядами СРСР і Чехословаччини про створення на території країни Центральної Групи Військ.
Штаб ЦГВ було вирішено розмістити в чеському містечку Міловиці недалеко від Праги.
Першим командувачем став генерал-лейтенант О. М. Майоров.

## Командувачі військами групи

### І формування (АвстріятаУгорщина)
- Маршал Радянського Союзу І. С. Конєв (1945—1946);
- генерал армії В. В. Курасов (1946—1949);
- генерал-лейтенант В. П. Свиридов (1949—1954);
- генерал армії С. С. Бірюзов (1954—1955);
- генерал-полковник О. С. Жадов (1955).

## Командувачі
- 16 жовтня 1968 — 16 липня 1972 — генерал-лейтенант, з лютого 1969 — генерал-полковник Майоров Олександр Михайлович
- 17 липня 1972 — 4 листопада 1976 — генерал-полковник Теніщев Іван Іванович
- 5 листопада 1976 — 3 січня 1979 — генерал-лейтенант, з квітня 1977 — генерал-полковник Сухоруков Дмитро Семенович
- 4 січня 1979 — 30 грудня 1980 — генерал-полковник Язов Дмитро Тимофійович
- 31 грудня 1980 — 30 вересня 1984 — генерал-полковник Борисов Григорій Григорович
- 1 жовтня 1984 — грудень 1987 — генерал-полковник Єрмаков Віктор Федорович
- грудень 1987 — 19 червня 1991 — генерал-лейтенант, з жовтня 1988 — генерал-полковник Воробйов Едуард Аркадійович

## 1-і заступники командувача
- 16 жовтня 1968 — 2 жовтня 1970 — генерал-майор танкових військ, з лютого 1969 — генерал-лейтенант танкових військ Литовцев Дмитро Іванович
- 2 жовтня 1970 — 28 лютого 1973 — генерал-майор, з листопада 1971 — генерал-лейтенант Баштаников Микола Григорович
- 28 лютого 1973 — 1980 — генерал-майор, з листопада 1973 — генерал-лейтенант Єрмаков Віктор Федорович
- 1980 — червень 1983 — генерал-лейтенант Боков Сергій Петрович
- червень 1983 — 1987 — генерал-лейтенант Суродєєв Сергій Олексійович
- 1987 — червень 1991 — генерал-майор, з лютого 1989 — генерал-лейтенант Малашкевич Володимир Сергійович

## Начальники штабу групи
- 16 жовтня 1968 — 26 лютого 1971 — генерал-майор танкових військ, з квітня 1970 — генерал-лейтенант танкових військ Радзієвський Сергій Іванович
- 26 лютого 1971 — 1976 — генерал-майор, з листопада 1971 — генерал-лейтенант Мальцев Павло Васильович
- 1976 — 1981 — генерал-лейтенант Кожбахтєєв Віктор Михайлович
- 1981 — 1984 — генерал-лейтенант Панкратов Валентин Матвійович
- 1984 — 1987 — генерал-лейтенант Тюрін Олексій Миколайович
- 16 липня 1987 — 25 червня 1989 — генерал-лейтенант Щепін Юрій Федорович
- 1989 — 1990 — генерал-лейтенант Овчинніков Олександр Іванович
- 1990 — 1991 — генерал-майор Пропащев Г.

## Члени Військової Ради — Начальники Політуправління
- 1968 — 1973 — генерал-лейтенант Золотов Семен Митрофанович
- 1973 — 1979 — генерал-лейтенант Максимов Костянтин Олександрович
- 1979 — 1982 — генерал-лейтенант Гоглєв Михайло Іванович
- 1982 — 1985 — генерал-лейтенант Коваленко Микола Степанович
- 1985 — 1987 — генерал-лейтенант Шляга Микола Іванович
- 1987 — 1989 — генерал-лейтенант Гребенюк Володимир Іванович
- 1987 — 1991 — генерал-лейтенант Шариков Борис Іванович